# Daniel Biyaoula
Daniel Biyaoula, né le 11 septembre 1953 à Brazzaville (République du Congo) et mort le 25 mai 2014 à Paris, est un écrivain congolais s’inscrivant dans le mouvement de la Négritude, dont les romans sont « une interrogation sur l’identité du Nègre », le premier, L’Impasse, ayant reçu le Grand Prix littéraire d’Afrique noire en 1997.

## Biographie
Son père, Nicolas Biyaoula, voulait qu’il aille à l’école et apprenne le français ; à chaque rentrée des classes, il lui donnait un stylo neuf comme encouragement à la réussite.
Daniel Biyaoula a ainsi suivi ses études en primaire et au collège à Linzolo, village de son oncle paternel, Joseph Bimbakila, son “deuxième père”, environnement dans lequel il a aussi puisé sa connaissance des traditions et culture de son peuple,. Il revenait le week-end chez son père à Brazzaville, effectuant tous les trajets en car.
Dès qu’il sut lire, il dévora tout ce qui lui passait entre les mains, bandes dessinées, bibliothèque verte, romans de Jules Verne… ; en raison du prix élevé des livres sur le continent, ses camarades et lui s’échangeaient tous leurs livres et magazines afin de mieux assouvir leur soif de connaissance et de découverte. Il est resté toute sa vie un avide lecteur, un passionné de littérature mais aussi de philosophie et d’Histoire,.
Il passa ses années de lycée jusqu'au bac (série D) dans la capitale, à Savorgnan de Brazza, toujours sous l’accompagnement bienveillant et constant de son père.
Il voulait devenir ingénieur et obtint une bourse pour suivre ses études en France.
Là, il commence par étudier à la faculté de Reims de 1975 à 1981 puis à l'université de Dijon en 1982, et milite au sein de la F.E.A.N.F. (Fédération des étudiants d’Afrique Noire en France) ainsi qu’à l’A.E.C. (Association des étudiants congolais), assurant pendant quelques années la direction d’une section.
A la faculté de Reims, ses professeurs lui conseillèrent de s’orienter vers un IUT. Daniel Biyaoula refusa d’être assigné à une place en raison de son origine. Il décida de prouver à tous ceux qui lui avaient déconseillé les études longues qu’il en était largement capable. Après ses brèves années de boursier, c’est lui qui finança ses études en acceptant toutes sortes de “petits boulots” de courte ou longue durée : vendangeur, mitron, gardien de nuit, enseignant remplaçant, etc., tout en aidant sa famille au pays, notamment les mamans célibataires.
C’est dans ces conditions qu’il obtint en 1989 son doctorat en microbiologie à l’ENSBANA (École nationale supérieure de biologie appliquée à la nutrition et à l'alimentation) intégrée en 1983, avec une thèse intitulée « Activation et optimisation de la croissance des levures en vue du contrôle rapide des jus de fruits et des boissons aux fruits », sous la direction de Jean-Marc Belin, dont les travaux furent financés par l’ANVAR et qu’il soutint en mai 89 avec mention très honorable et félicitations du jury. Il est aussi détenteur d’un brevet.
Un événement personnel fit murir sa réflexion sur la manière dont il allait finalement mettre en œuvre l’aide qu’il avait pensé pouvoir apporter à son continent par ses études appliquées à l’alimentation.
En effet, Daniel Biyaoula avait déjà commencé à écrire, mu par ses propres nécessités. Il en vint à la conclusion que l’écriture seule lui permettrait d’atteindre le plus grand nombre possible parmi son peuple et dans son continent, et aussi chez l’Autre, l’Occidental, de sorte que l’un et l’autre puissent se connaître et réfléchir, afin que « cela se passe un peu bien » entre eux,.
Il se mit sérieusement au travail, et, parmi ses nombreuses pages, à force de réflexion, il lui apparut évident que certains passages devaient être développés en romans distincts mais liés.
Ainsi naquit L'Impasse, son premier roman, publié aux éditions Présence africaine, lui a valu le Grand prix littéraire d'Afrique noire en 1997.
L’Impasse est le premier volet du triptyque fictionnel qu’il a bâti avec Agonies et La Source de joies (bourse d’écriture du CNL en 1999), centré sur la manière dont la violence de l’Histoire entre l’Africain et l’Européen continue de polluer le regard que chacun porte sur Soi, sur l’Autre, ainsi que la vie-même et les relations affectives de l’un et de l’autre, jusqu’à aujourd’hui, en Europe ou par-delà la Méditerranée.
Depuis toujours ardent défenseur de la culture et de l’Histoire de son peuple, des peuples africains, de la Négritude,, et des opprimés en général, Daniel Biyaoula définissait son travail en ces termes : « Dans mon travail d’écriture, je ne peux écrire que si j’ai déjà la manière de raconter l’histoire ; parce que si je n’ai pas trouvé comment dire les choses, je n’écris pas […] Je ne dis pas que cela se fait facilement puisque de toute façon le travail d’écriture est un travail de longue haleine, parce qu’il faut choisir les mots adéquats, il faut voir si les phrases qu’on écrit expriment exactement ce qu’on veut dire. »
La force de cette écriture n’a cessé de marquer chercheurs et universitaires,, écrivains ou lecteurs.
Daniel Biyaoula a participé à de nombreuses manifestations littéraires (Salon du livre de Paris, Etonnants voyageurs de Saint-Malo tant à Saint-Malo qu’au Mali, Salon de la Plume noire, Salon du livre de Cayenne, du Mans, de Lille, de Rouen...), au Congrès des écrivains africains à Ashilah (Maroc), à des cafés-littéraires, à des conférences-débats sur des thèmes divers (Langue française, Francophonie, Avenir du livre africain, Exil, Démocratie, Littérature africaine, L'Ecrivain africain face à son public, L'Afrique en soi...) dans différents lieux dont l'I.U.E.D (Institut Universitaire d'Etudes du développement, Genève), l’Université de Boston (U.S.A.), le Conseil international d’études francophones (C.I.E.F) à Sousse, Tunisie, ainsi qu’à des émissions de radio et de télévision (France Culture, R.F.I., Africa no 1, AITV, TV5, CFI, Radio Méditerranée, Paris Plurielle, entre autres ; présentation de L'Impasse à « Qu'est-ce qu'elle dit Zazie ? » sur FR3).
Mettant sa vie littéraire publique entre parenthèses, il s’est ensuite engagé dans la défense de nombreuses causes et dans la préparation d’essais et de romans.
Daniel Biyaoula s'éteint le 25 mai 2014, à son domicile parisien de la rue de la Justice, dans le XXe arrondissement de Paris, laissant certains romans en passe d’être publiés.

## Œuvres

### Romans (Fiction)
- L'Impasse, éditions Présence africaine, 1996
- Agonies, éditions Présence africaine, 1998
- La Source de joies, éditions Présence africaine, 2003

### Nouvelles
- Le destin de Zu, Revue Présence Africaine no 155, 1997 © Daniel Biyaoula
- Le mystère de la tortue, Nouvelles Congolaises, no 34, 2001, © Daniel Biyaoula
- Le dernier homme, RFI/MFI, 2002

### Contributions
- Pouchkine et les écrivains russes du XIXe siècle : quel intérêt pour le Nègre, l’Africain ? in Pouchkine et le monde noir, collectif, numéro spécial, revue Présence Africaine, 1999 © Daniel Biyaoula
- Préface à Ténors-Mémoires de Léopold Congo-Mbemba, éditions Présence Africaine © Daniel Biyaoula
- Lettre contre la guerre, RFI/MFI, 2003 © Daniel Biyaoula